# Stephan Mayer (Politiker, 1973)

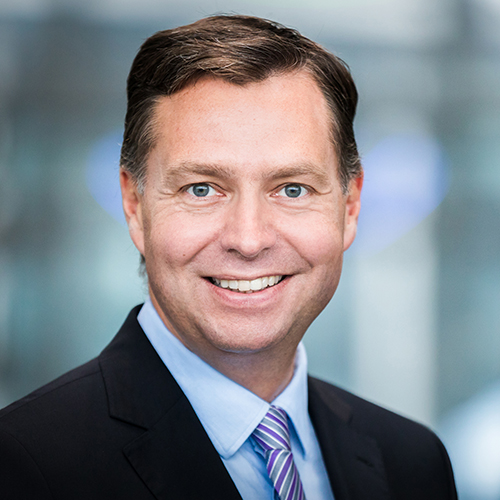
Stephan Mayer (2017)

Stephan Ernst Johann Mayer (* 15. Dezember 1973 in Burghausen) ist ein deutscher Politiker (CSU) und Rechtsanwalt. Er ist seit 2002 Mitglied des Deutschen Bundestages und war von 2018 bis 2021 Parlamentarischer Staatssekretär beim damaligen Bundesminister des Innern, für Bau und Heimat Horst Seehofer. Von Februar bis zu seinem Rücktritt im Mai 2022 war er Generalsekretär der CSU.

## Leben und Beruf
Nach seinem Abitur 1993 am König-Karlmann-Gymnasium Altötting absolvierte Mayer ein Studium der Rechtswissenschaft an der Ludwig-Maximilians-Universität München, das er 1997 mit dem ersten juristischen Staatsexamen beendete. Im Jahr 2000 folgte nach dem Referendariat das zweite Staatsexamen. Mayer ist seit 2009 als Rechtsanwalt zugelassen, wobei seine Tätigkeit seit seiner Ernennung zum Parlamentarischen Staatssekretär im März 2018 ruht.
Stephan Mayer ist ledig und römisch-katholischer Konfession.

## Partei

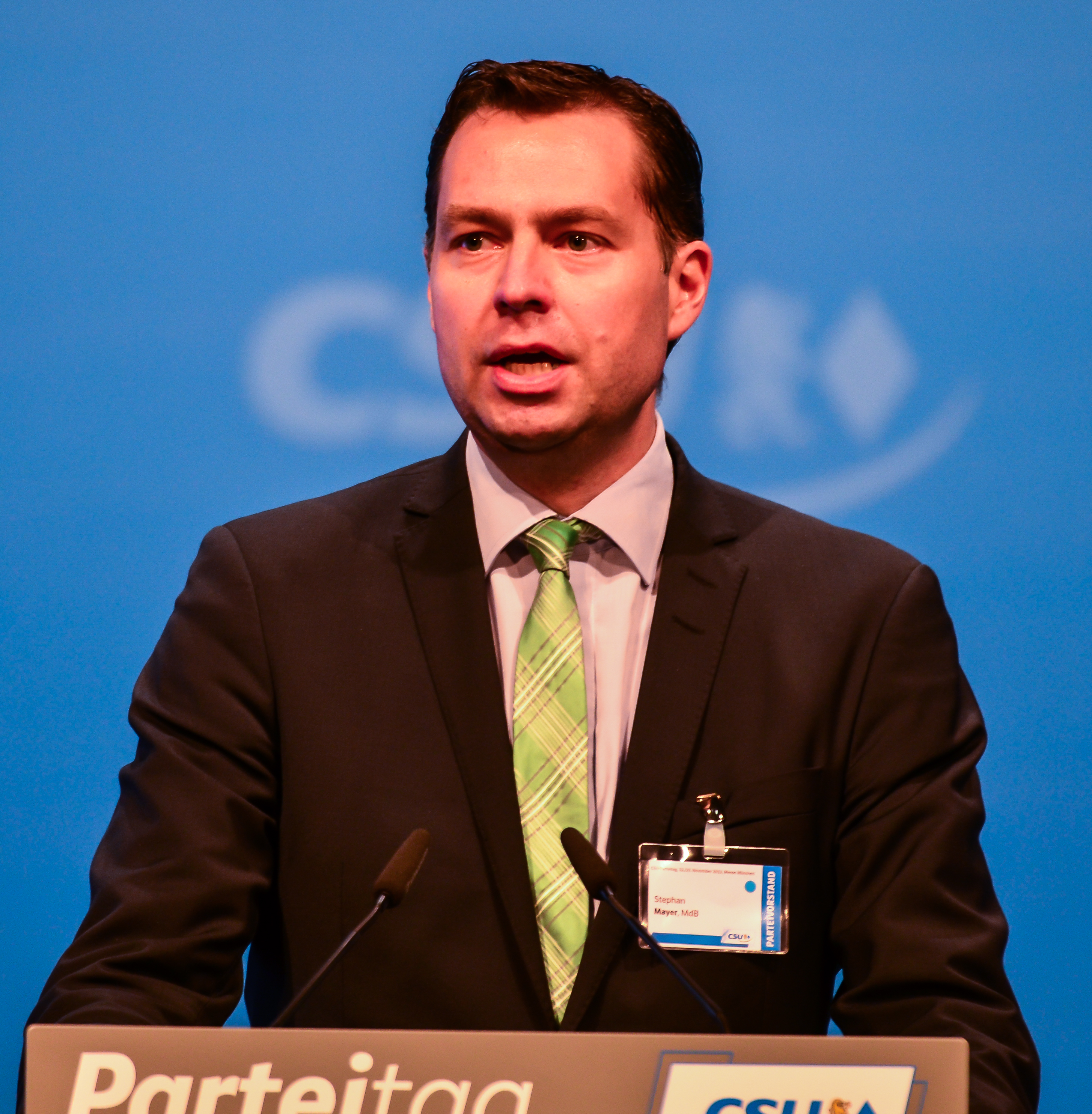
Stephan Mayer (2013)

Mayer war von 1994 bis 2003 Vorsitzender des Kreisverbandes Altötting der Jungen Union (JU). Seit 1996 gehört er dem Stadtrat Neuötting und dem Kreistag Altötting an. Zudem ist Stephan Mayer seit 1997 stellvertretender Vorsitzender des CSU-Kreisverbandes Altötting und gehört seitdem auch dem CSU-Bezirksvorstand Oberbayern an. Seit 2006 ist Mayer stellvertretender Landesvorsitzender der Union der Vertriebenen (UdV) und seit Juli 2009 Mitglied des Parteivorstandes der CSU.
Am 23. Februar 2022 wurde er zum Generalsekretär der CSU ernannt. Von diesem Amt trat er am 3. Mai 2022 offiziell aus gesundheitlichen Gründen zurück. Am selben Tag waren Vorwürfe bekannt geworden, nach denen Mayer einen Journalisten der Bunten persönlich bedroht haben soll (siehe Kontroversen). Ihm folgte Martin Huber nach.

## Politische Ämter

### Mitglied des Bundestages (seit 2002)
Stephan Mayer ist seit 2002 Mitglied des Deutschen Bundestages und ist dabei stets als direkt gewählter Abgeordneter des Wahlkreises Altötting, der die Landkreise Altötting und Mühldorf am Inn umfasst, in den Bundestag eingezogen. Bei der Bundestagswahl 2009 erhielt er 60,7 % der Erststimmen und erzielte damit deutschlandweit das drittbeste Ergebnis aller Abgeordneten. Nach der Bundestagswahl 2013 wurde Mayer von den Mitgliedern der CDU/CSU-Bundestagsfraktion zum Vorsitzenden der Arbeitsgruppe Innen gewählt und damit zum neuen innenpolitischen Sprecher CDU/CSU-Bundestagsfraktion. Er gehörte damit auch dem Vorstand der CDU/CSU-Bundestagsfraktion an. Außerdem war er Mitglied im Innenausschuss und im Sportausschuss, Vorsitzender des Gremiums nach Artikel 13 Absatz 6 Grundgesetz, Mitglied des Parlamentarischen Kontrollgremiums sowie stellvertretendes Mitglied im NSA-Untersuchungsausschuss.
Zudem war Mayer Vorsitzender der deutsch-britischen Parlamentariergruppe sowie Mitglied der Arbeitsgruppe Vertriebene der CDU/CSU-Bundestagsfraktion.
Bei der Bundestagswahl 2021 konnte er mit 43,3 Prozent der Erststimmen sein Direktmandat verteidigen.
Bei der Bundestagswahl 2025 am 23. Februar holte er 43,9 Prozent der Erststimmen und zog somit in den 21. Deutschen Bundestag ein. Dort ist er Mitglied im Ausschuss für Sport und Ehrenamt sowie im Auswärtigen Ausschuss. Außerdem ist er stellvertretendes Mitglied im Innenausschuss sowie im Ausschuss für Wirtschaft und Energie.

### Parlamentarischer Staatssekretär (2018 bis 2021)

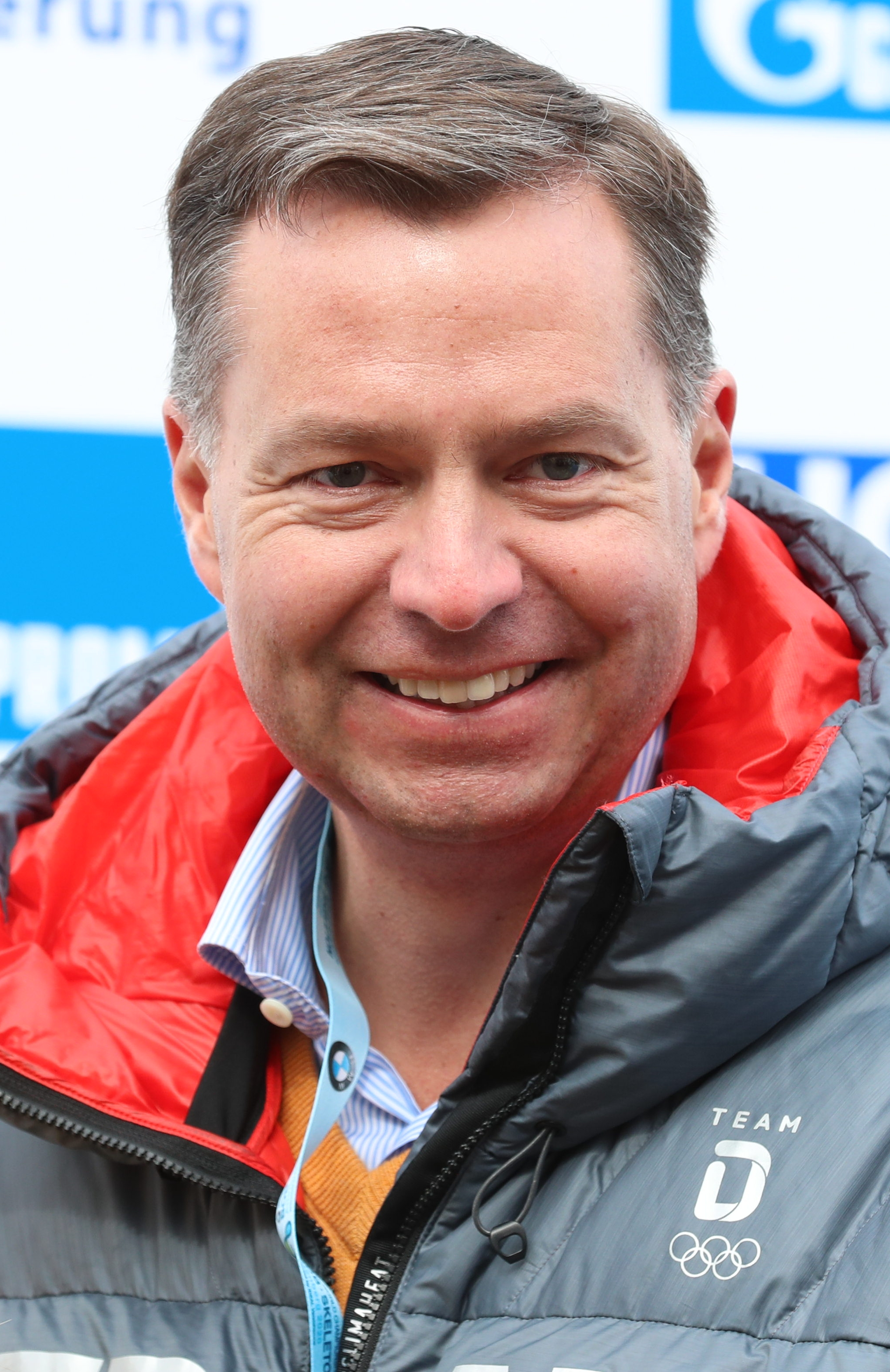
Stephan Mayer (2020)

Als Abgeordneter im Bundestag der 19. Legislaturperiode wurde Mayer zum Parlamentarischen Staatssekretär beim Bundesminister des Innern, für Bau und Heimat ernannt. Hier war er vor allem für die Bereiche Inneres sowie Sport zuständig. Mit dem Ausscheiden von Bundesminister Seehofer infolge des Regierungswechsels endete am 8. Dezember 2021 auch Mayers Amt als Parlamentarischer Staatssekretär.

## Gesellschaftliches Engagement
Stephan Mayer war von März 2010 bis März 2018 Präsident der THW-Bundesvereinigung. Zuvor war er bereits Vorsitzender der THW-Landesvereinigung Bayern. Er war zudem bis Anfang 2023 Vorsitzender der Stiftung THW.
Mayer, der selbst sudetendeutsche Vorfahren hat, ist seit 2016 Vizepräsident des Bundes der Vertriebenen. Er gehört außerdem dem Präsidium des Sudetendeutschen Rates an. Mayer ist Mitglied der der überparteilichen Europa-Union Deutschland, die sich für ein föderales Europa und den europäischen Einigungsprozess einsetzt.
Stephan Mayer ist seit Februar 2019 Mitglied des Kuratoriums der Stiftung Sicherheit im Sport. 2020 wurde Mayer in den Stiftungsrat der Stiftung Flucht, Vertreibung, Versöhnung gewählt. Zudem ist er Kuratoriumsmitglied beim Deutschen Historischen Museum (DHM).
Am 8. November 2021 wurde Mayer von der Findungskommission des DOSB für die neue Präsidentin bzw. den neuen Präsidenten als einer von drei Kandidaten vorgeschlagen. Am 4. Dezember 2021 wurde Stephan Mayer von der Mitgliederversammlung des DOSB zum Vize-Präsidenten gewählt. Zu diesem Zeitpunkt war er jedoch noch nicht zwölf Monate aus seiner vorherigen Tätigkeit als Staatssekretär ausgeschieden, sodass ihm die Bundesregierung nach dem Bundesministergesetz die Aufnahme dieses Amtes untersagte.
Stephan Mayer ist Kuratoriumsmitglied der Egidius-Braun-Stiftung.

## Politische Positionen
Mayer lehnte 2014 einen rechtlichen Schutz für Hinweisgeber ab, die betriebliche Missstände Behörden melden oder zur Anzeige bringen.
Nach dem Anschlag auf Charlie Hebdo am 7. Januar 2015 äußerte Mayer, „selbstverständlich müsse das Beschimpfen […] religiöser Bekenntnisse unter Strafe gestellt bleiben. Eher sollte über die Anhebung des Strafrahmens gesprochen werden.“
Anfang Mai 2016 äußerte sich Mayer skeptisch zur Aufhebung der Visumpflicht für Türken bei Reisen in die EU.
Mayer forderte 2017 (wie auch die Unionsfraktion), die Ausreisepflicht von Ausländern ohne Bleiberecht müsse besser durchgesetzt werden („verschärfte Ausreisepraxis“).

## Kontroversen

### BAMF-Affäre
Mayer geriet im Zuge der Affäre um Unregelmäßigkeiten beim Bundesamt für Migration und Flüchtlinge (BAMF) in die öffentliche Diskussion, nachdem bekannt wurde, dass er einen Bericht der Leiterin der Bremer Außenstelle Josefa Schmid vom 4. April zu Missständen dort nicht, wie er Schmid offenbar zugesichert hatte, an Minister Horst Seehofer weitergeleitet hatte, bevor dieser das BAMF am 6. April 2018 besuchte.
Ebenfalls im Zuge der Bremer BAMF-Affäre äußerte Mayer, dass „die Vorgänge in Bremen […] natürlich auch deshalb möglich [waren], weil hochkriminell kollusiv und bandenmäßig mehrere Mitarbeiter mit einigen Rechtsanwälten zusammengearbeitet haben“. Durch eine Entscheidung des Verwaltungsgerichts Bremen wurde Mayer eine erneute Äußerung dieser Behauptung vorläufig untersagt, da er nach der Argumentation des Gerichts der Öffentlichkeit den Eindruck vermittle, eine abschließende Bewertung der Vorfälle in der Bremer Außenstelle habe stattgefunden, was zu dem Zeitpunkt der Äußerung jedoch noch nicht der Fall gewesen war. Später lehnte das Landgericht Bremen mit Beschluss vom 6. November 2020 die Eröffnung des Hauptverfahrens gegen die angeklagte ehemalige Leiterin der BAMF-Außenstelle Bremen — Schmids Vorgängerin — in der ganz überwiegenden Zahl der angeklagten Fälle ab, insbesondere betreffend die asyl- und ausländerrechtlichen Vorwürfe.

### Maskenaffäre
Im Rahmen der Berichterstattung zur Maskenaffäre räumte Mayer auf Anfrage ein, die Kontaktdaten der schweizerischen Firma Emix, die er von seiner Schwester Verena Mayer erhalten hatte, im Innenministerium weitergegeben zu haben. Gleichzeitig gab er an, erst durch eine Anfrage des Rechercheverbundes von WDR, NDR und Süddeutscher Zeitung davon erfahren zu haben, dass seine Schwester eine Provision für die Vermittlung der Kontakte gefordert haben soll. Die Firma Emix selbst teilte auf Anfrage mit, Mayers Schwester „weder direkt noch indirekt eine Provision gezahlt“ zu haben.

### Vorgetäuschte Anwesenheit im Bundestag
Am 27. April 2018 trug sich Mayer in die Anwesenheitsliste für eine Sitzung des Deutschen Bundestages mit Sitzungsbeginn um 9 Uhr ein. Im von Berlin rund 600 km entfernten Waldkraiburg nahm Mayer jedoch nachweislich an der Eröffnung einer Gedenkstätte für das Konzentrationslager Mühldorfer Hart teil, welche nur wenige Minuten nach der Sitzungseröffnung stattfand. Gegenüber dem „Spiegel“ erklärte Mayer, dass er am Morgen des 27. April in den Liegenschaften des Deutschen Bundestags gewesen und erst darauffolgend in seinen Wahlkreis gereist sei.

### Auseinandersetzung mit Manfred Otzelberger
Am 3. Mai 2022 veröffentlichte die Bild-Zeitung Teile eines Briefes von Anwälten des Burda-Verlags, in dem auch das Magazin Bunte erscheint. In diesem wurde der Vorwurf gegenüber Stephan Mayer erhoben, den Reporter Manfred Otzelberger massiv bedroht und erpresst zu haben, so wurde dieser darin beschuldigt, dem Journalisten am Telefon wörtlich gesagt zu haben: „Ich werde Sie vernichten. Ich werde Sie ausfindig machen, ich verfolge Sie bis ans Ende Ihres Lebens. Ich verlange 200.000 Euro Schmerzensgeld, die müssen Sie mir noch heute überweisen.“ Hintergrund war ein von Otzelberger veröffentlichter Artikel zu Mayers Familienverhältnissen. 
Am Tag der Veröffentlichung der Vorwürfe trat Mayer – offiziell aus gesundheitlichen Gründen – nach zehn Wochen im Amt als CSU-Generalsekretär zurück. Gleichzeitig räumte er in einer persönlichen Erklärung ein: „In dem Gespräch mit einem Journalisten der ,Bunten‘ habe ich möglicherweise eine Wortwahl verwendet, die ich rückblickend nicht für angemessen betrachten würde. Dies bedaure ich sehr.“ Es habe „ein sehr emotionales Streitgespräch infolge der eklatant rechtswidrigen Berichterstattung“ gegeben. „So hat der ‚Bunte‘-Journalist mich beispielsweise als ‚verrückt‘ bezeichnet sowie, dass ‚sie schon mit anderen fertig geworden seien‘.“ Auf eine Anfrage der Deutschen Presse-Agentur schrieb Mayer: „Ich bestreite die konkreten Vorwürfe mit Nichtwissen.“ Mayer kündigte aufgrund der nach seiner Ansicht schwerwiegenden Persönlichkeitsverletzung durch die Berichterstattung juristische Schritte an.